# Аркада Гостиного двора
Аркада Гостиного двора — историческое сооружение в Великом Новгороде, на Ярославовом дворище, построенное в конце XVIII века. Сохранившийся фрагмент здания Гостиного двора, разрушенного во время Великой Отечественной войны. Объект культурного наследия России федерального значения. Современный адрес: Никольская улица, 1а.

## История
Гостиный двор был построен в конце XVII века. Основой послужил вал Окольного города XVI века. Первоначально Гостиный двор имел и фортификационную функцию, представляя собой каре с двумя башнями. При реконструкции конца XVIII века комплекс был лишён оборонительной функции и переоформлен в стиле строгого классицизма. Его частью стали две аркады, западная и восточная. Во время Великой Отечественной войны корпуса двора были сильно разрушены. Несмотря на то, что под руководством А. В. Щусева был составлен проект восстановления, все здания были постепенно разобраны. Последним, в 1956 году, был снесён западный корпус, к которому и примыкала единственная сохранившаяся (западная) аркада. При этом аркада была отремонтирована и продлена на несколько звеньев с северной стороны, симметрично сохранившейся южной части.

## Архитектура

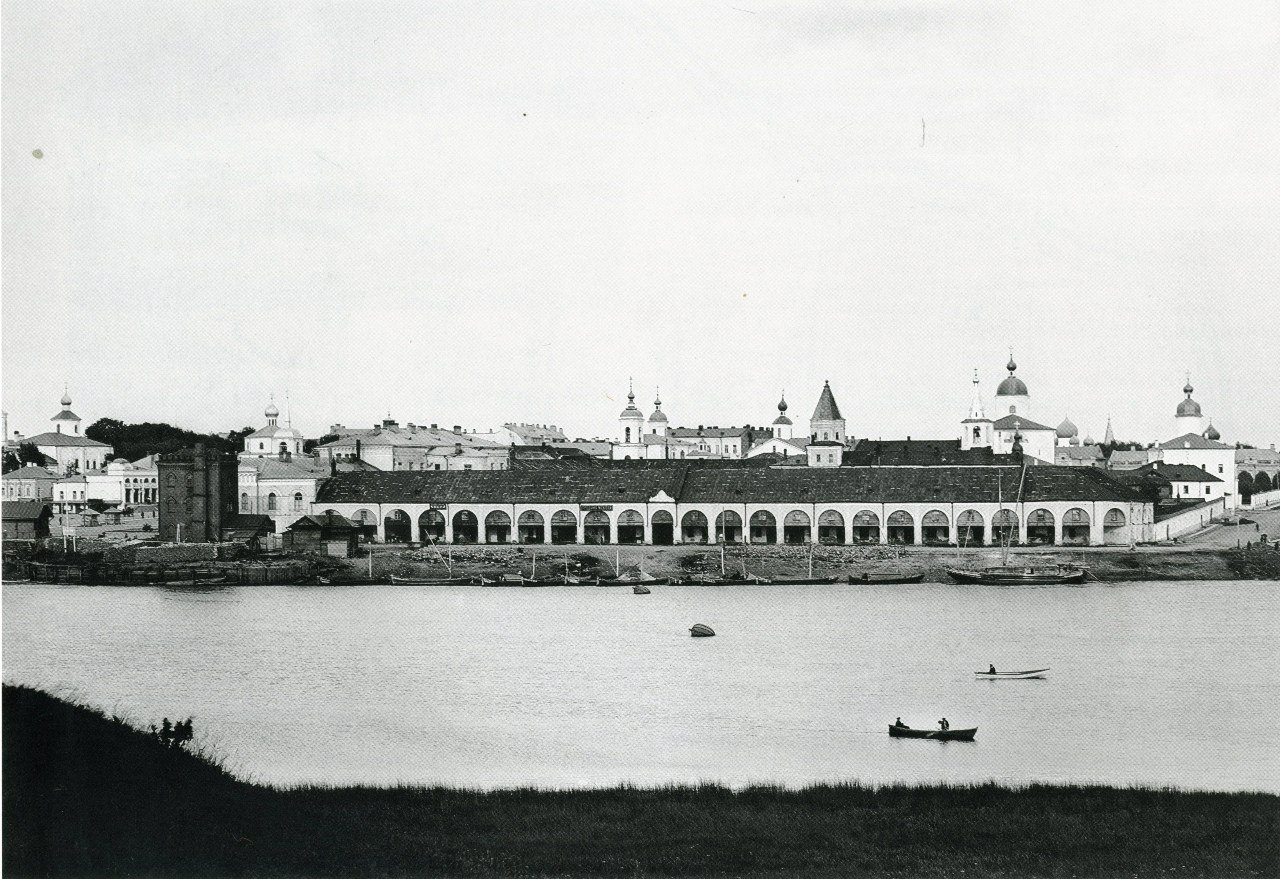
Вид на Ярославово Дворище с противоположного берега Волхова. На переднем плане — аркада в составе здания Гостиного двора. Фото 1913 года

Арки опираются на квадратные в плане столбы, которые с западной стороны украшены лопатками. В месте примыкания арок к столбам проходят горизонтальные тяги. Арки снабжены архивольтами с замковыми камнями. Над каждым сводом арки помещены по две филёнки с криволинейной нижней частью, повторяющей форму арки. По верху аркады идёт профилированный карниз. Аркада сложена из кирпича размером 26 × 13 × 6,5 см.